# Mevlana Moskee
De Mevlana Moskee is een moskee in Rotterdam die in 2001 voor de Turks-Nederlandse gemeenschap werd gebouwd naar ontwerp van architect Bert Toorman. De moskee heeft twee minaretten van 42 meter hoog en een met koper bekleed koepeldak. In de gebedsruimte is plaats voor 1.400 gelovigen. Het gebouw werd op 6 oktober 2001 geopend door onder anderen burgemeester Ivo Opstelten. Het was de eerste moskee in Rotterdam die voor dat doel gebouwd werd. In april 2006 werd de Mevlana Moskee in een publieksverkiezing door het City Informatiecentrum verkozen tot het mooiste gebouw van Rotterdam.